# Shodan
Shodan es un motor de búsqueda que le permite al usuario encontrar iguales o diferentes tipos específicos de equipos (routers, servidores, etc.) conectados a Internet a través de una variedad de filtros. Algunos también lo han descrito como un motor de búsqueda de banners de servicios, que son metadatos que el servidor envía de vuelta al cliente. Esta información puede ser sobre el software de servidor, qué opciones admite el servicio, un mensaje de bienvenida o cualquier otra cosa que el cliente pueda saber antes de interactuar con el servidor.
Shodan recoge datos de todos los servicios, incluyendo HTTP (puerto 80, 8080), HTTPS (puerto 443, 8443),  FTP (21), SSH (22) Telnet (23), SNMP (161) y SIP (5060).
Fue lanzado en 2009 por el informático John Matherly,  en 2003, concibió la idea de buscar dispositivos vinculados a Internet. El nombre Shodan es una referencia a SHODAN, un personaje de la serie de videojuegos System Shock.
Actualmente Shodan no cuenta con servicios en español. La revista Vice, lo describió como «el buscador web más peligroso del mundo».

## Historia
La página web comenzó como un proyecto favorito de Matherly, basado en el hecho de que un gran número de dispositivos y sistemas informáticos estén conectados a Internet. Los usuarios de Shodan son capaces de encontrar una gran variedad de sistemas, incluyendo semáforos, cámaras de seguridad, sistemas de calefacción, así como sistemas de control de los parques de agua, estaciones de servicio, plantas de agua, redes eléctricas, plantas de energía nuclear y de partículas de aceleración de ciclotrón; en su mayoría con poca seguridad. Muchos dispositivos utilizan la palabra "admin" como su nombre de usuario y "1234" como su contraseña, y el único software necesario para conectarlos es un navegador web.

## Opinión pública
En mayo de 2013, CNN Money publicó un artículo que detalla cómo SHODAN se puede utilizar para encontrar sistemas peligrosos en Internet, incluyendo controles de semáforos. Muestran imágenes de esos sistemas, que proporcionaron la pancarta de advertencia "DEATH MAY OCCUR !!!" (¡¡¡LA MUERTE PUEDE OCURRIR!!!) al conectarse.
En septiembre de 2013, Shodan se hace referencia en un artículo de Forbes, afirmando que se utilizó con el fin de encontrar las fallas de seguridad en las cámaras de seguridad de TRENDnet. Al día siguiente, Forbes siguió con un segundo artículo que habla de los tipos de cosas que se pueden encontrar usando Shodan. Esto incluyó camiones Caterpillar cuyo bordo de sistemas de monitoreo eran accesibles, sistemas de calefacción y control de la seguridad de bancos, universidades y corporaciones gigantes, cámaras de vigilancia y monitores cardíacos fetales.
En enero de 2015, Shodan se discutió en un artículo CSO Online abordar sus ventajas y desventajas. Según una opinión, presentada en el artículo como el de Hagai Bar -El, Shodan en realidad le da al público un buen servicio, aunque destaca dispositivos vulnerables. Esta perspectiva también se describe en uno de sus ensayos.

## Uso
La página web rastrea el Internet para dispositivos de acceso público, concentrándose en los sistema de SCADA (control de supervisión y adquisición de datos). Shodan actualmente devuelve 10 resultados a los usuarios sin cuenta y 50 a los que tienen una. Si los usuarios quieren eliminar la restricción, están obligados a proporcionar una razón y pagar una cuota. Los principales usuarios de Shodan son profesionales de seguridad cibernética, los investigadores y los organismos están encargados de hacer cumplir la ley. Mientras los ciber-criminales también pueden utilizar el sitio web, algunos tienen acceso a redes de botnets que podrían realizar la misma tarea sin ser detectados.

## Herramientas automatizadas de búsqueda
La búsqueda y procesamiento de consultas masivas en Shodan, se pueden realizar utilizando SHODAN Diggity La herramienta gratuita proporciona una interfaz de exploración fácil de usar que conecta con SHODAN a través de SHODAN API.
  
SHODAN Diggity viene equipado con una lista de 167 búsquedas habituales ya configuradas en un archivo de diccionario preconfigurado, conocido como SHODAN Hacking Database (SHDB). Este diccionario ayuda a localizar diversas tecnologías incluyendo webcams, impresoras, dispositivos VoIP, routers, tostadoras, commutadores, e incluso sistemas de control industrial SCADA, por nombrar sólo algunos.

## Supervisión continua a través de formato RSS
Las alertas de Hacking SHODAN 
Son suscripciones RSS que obtienen resultados de búsquedas sobre SHODAN de forma regular. Las herramientas defensivas libres de Bishop Fox incorporan datos de SHODAN en sus alertas defensivas utilizando esta funcionalidad para convertir los resultados de las búsquedas de SHODAN en RSS mediante la concatenación de &feed=1 a las URL de búsqueda normales de SHODAN. Por ejemplo: http://www.shodanhq.com/?q=Default+Password&feed=1
Estas alertas RSS se pueden utilizar para realizar monitorizaciones continuas de resultados de SHODAN para cualquier nueva vulnerabilidad relacionada con la organización. Son parte de la suite de herramientas defensivas libres de Google Hacking Diggity Project, que forman un tipo de sistema de detección de intrusiones de piratería en buscadores (incluyendo los resultados de SHODAN, Google, Bing, etc.).